# 卡森·福斯特
卡森·福斯特（英語：Carson Foster、2001年10月26日—）是美國的一位游泳運動員。他在2019年世界青年游泳錦標賽上獲得了三塊金牌。他也進入了美國2020年奧運會400米個人接力的陣容。